# جيف داميكو (لاعب كرة قاعدة)
جيف داميكو (بالإنجليزية: Jeff D'Amico)‏ هو لاعب كرة قاعدة أمريكي، ولد في 9 نوفمبر 1974 في إنغليووود في الولايات المتحدة.